# Una grande famiglia (film)
Una grande famiglia (Большая семья, Bol'šaja sem'ja) è un film sovietico del 1954 diretto da Iosif Chejfic.
Tratto dal racconto Żurbiny (Gli Żurbin) di Vsevolod Kočetov, fu presentato in concorso al Festival di Cannes 1955, dove l'intero cast fu premiato per l'interpretazione.

## Trama
Secondo un certo filone del cinema sovietico, il film afferma il tema del ruolo centrale dei lavoratori nella società. Protagonisti sono i componenti della famiglia Žurbin, da tre generazioni operai di un cantiere navale nel Baltico: il nonno Matvej, suo figlio Il'ja e i nipoti Viktor, Kostja, Anton e Aleksej, mentre la più giovane Tonja è una studentessa. Viktor è un maestro nel creare modelli di navi e progetta un macchinario in grado di essere utilizzato per produrre qualunque modello, Anton, che ha studiato tecnologia a Leningrado, propone un nuovo metodo di assemblaggio delle navi e il loro padre Il'ja studia matematica per tenersi al passo con le nuove tecnologie e litiga con l'amico Basmanov, un vecchio operaio che si sente invece superato dai tempi.
Lida, la moglie di Victor, si sente un'estranea in una famiglia in cui la vita di ciascuno è assorbita dal lavoro. Aleksej è innamorato di Katja che però gli preferisce il direttore del cantiere il quale, peraltro, l'abbandona quando lei rimane incinta ma Aleksej la perdona e riconosce il bambino.

## Riconoscimenti
- Festival di Cannes 1955
  - Miglior interpretazione (intero cast)